# C/2009 G7 (SOHO)
C/2009 G7 (SOHO) – kometa jednopojawieniowa odkryta na zdjęciach SOHO przez Arkadiusza Kubczaka. Została odkryta 14 kwietnia 2009 roku. Należy do grupy komet Kreutza.